# 金承学
金 承学(김승학、キム・スンハク、1881年7月12日 - 1965年12月17日)は韓国の教育者、軍人、独立活動家。雅名は希山、金鐸という名前も使った。本貫は白川金氏。

## 生涯
平安北道義州出身。1905年に漢城高等師範学校を卒業し、義州で教師を務め、1907年に第三次日韓協約が締結されると、これに反対する大衆演説をして拘禁され、独立運動に参加した。
1910年に日韓併合条約が締結されて多くの志士が海外亡命をはかる時に満洲に移住して武装闘争に加わった。1919年に三・一運動で義兵団体統合運動が起きた時には大韓独立団(都総領朴長浩)組織に参加したし、上海市の大韓民国臨時政府と連携するようになった。
旧義兵出身の儒生が中心になった義民部府と民国独立団に参加し、大韓民国臨時政府の幹部を引き受けて満洲地域で活動してから1921年上海に渡って臨時政府機関紙独立新聞発刊作業を引き受けた。
1926年には臨時政府の参議府参議長を引き受けたし、韓国独立党(委員長洪震)にも参加した。このために満洲で日本警察に逮捕され平壌刑務所などで5年余りの獄苦を経験したが、出獄後にも再び中国に移動して臨時政府と韓国光復軍で活動した。
1945年末金九がモスクワ3国外相会議に反発、信託統治反対運動を推進すると、12月30日結成された信託統治反対国民総動員委員会委員になった。
1947年9月5日に李承晩を臨時政府主席金九を副主席で推戴して臨時政府国務委員を新たに選ぶ時金性洙とともに臨時政府国務委員に追加補選された。
建国有功者審査を引き受けて作成した独立運動資料は独立運動分野で重要な史料として扱われ、1948年の親日人物名簿〈親日派群像〉反民族行為特別調査委員会裁判官、検察官予想名簿の肉筆原稿が発見されて2001年公開された。
光復による帰国直後から独立運動史編纂に関心を持ち、著書に遺稿集《韓国独立史》がある。1962年に建国勲章独立章を受けた。

## 参考サイト
- 大韓民国国家報勲処, 이 달의 독립 운동가 상세자료 - 김승학, 2001년[リンク切れ]